# دیوید سیناگلیا
دیوید سیناگلیا (انگلیسی: Davide Cinaglia؛ زادهٔ ۱۰ آوریل ۱۹۹۴) بازیکن فوتبال اهل ایتالیا است.
از باشگاه‌هایی که در آن بازی کرده‌است می‌توان به باشگاه فوتبال آسکولی، باشگاه فوتبال تورینو، باشگاه فوتبال آ.اس. رم، و باشگاه فوتبال نووارا اشاره کرد.
وی همچنین در تیم ملی فوتبال زیر ۱۹ سال ایتالیا بازی کرده‌است.